# Río Mojave
El río Mojave (del inglés: Mojave River) es un intermitente río de Estados Unidos que discurre por la vertiente oriental de las montañas San Bernardino y por el desierto de Mojave, en el condado de San Bernardino, California. La mayor parte de su curso es bajo tierra, mientras que sus canales superficiales permanecen secos la mayor parte del tiempo, con la excepción de las cabeceras y varias gargantas de roca madre en el curso inferior.
El río tiene una longitud de 177 km y drena una amplia cuenca de 11 862 km².

## Historia
Una rama de los nativos serranos que vivía en el desierto, llamada Vanyume o Beñemé, como el padre Garcés (1738–1781) los llamó, vivió más allá y a lo largo de gran parte de la longitud del río Mojave, desde el este de Barstow hasta por lo menos la región de Victorville, y tal vez incluso más lejos río arriba al sur, desde hace 8.000 años. la pista India (Indian trail), que más tarde será la carretera Mojave (Mojave Road) de los inmigrantes europeos, discurría en paralelo al río desde el lago Soda hasta el paso Cajon (Cajon Pass, a  1151 m). Los nativos americanos usaban esta ruta comercial, en la que se podía encontrar agua fácilmente, en el camino hacia la costa. Garcés exploró la longitud del río Mojave a principios de 1776. Lo llamó el «Arroyo de los Mártires» el 9 de marzo de 1776, pero más tarde los españoles lo llamaron «Río de las Ánimas». Jedediah Smith fue el primer estadounidense de origen europeo que viajó por tierra en 1826 hasta California siguiendo la pista india Mojave (Mojave Indian Trail), y lo llamó «Inconstant River» [río inconstante]. John C. Frémont nombró el río «Mohahve» por los seis mojaves que encontró en su curso el 23 de abril de 1844, a pesar de que vivían a dos cordilleras de distancia en el río Colorado y que solamente estaban viajando ese día. Algunos primeros mormones rancheros lo llamaron el río Macaby.
Más tarde, el Viejo Sendero Español (Old Spanish Trail) y la ruta de Salt Lake (Salt Lake Trail, parte del Mormon Trail) se unían y remontaban el río con la carretera Mojave, cerca de la ubicación actual de Daggett, donde se emplazó el histórico Campamento Cady.

## Curso

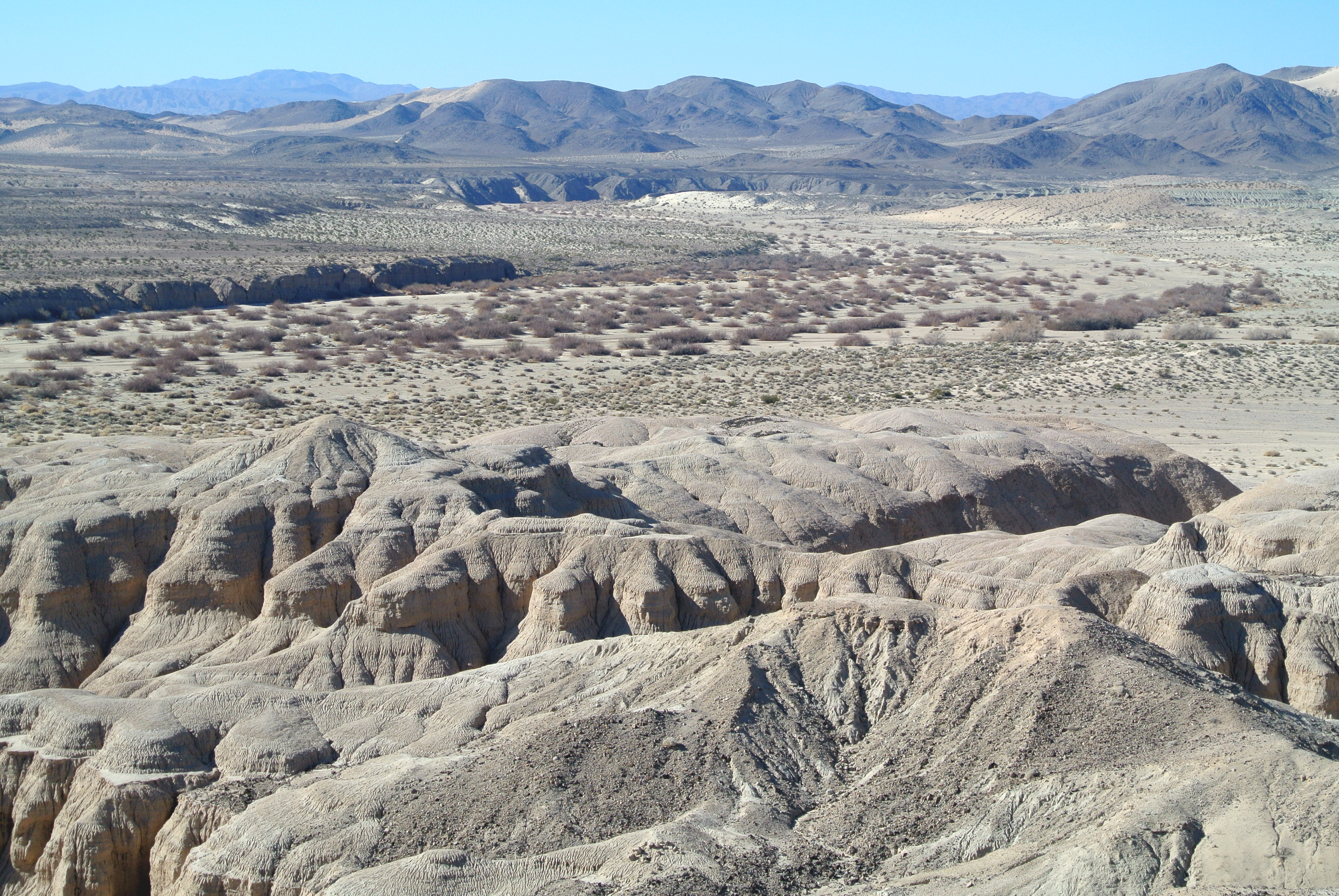
El río Mojave atravesando los sedimentos del lago Manix

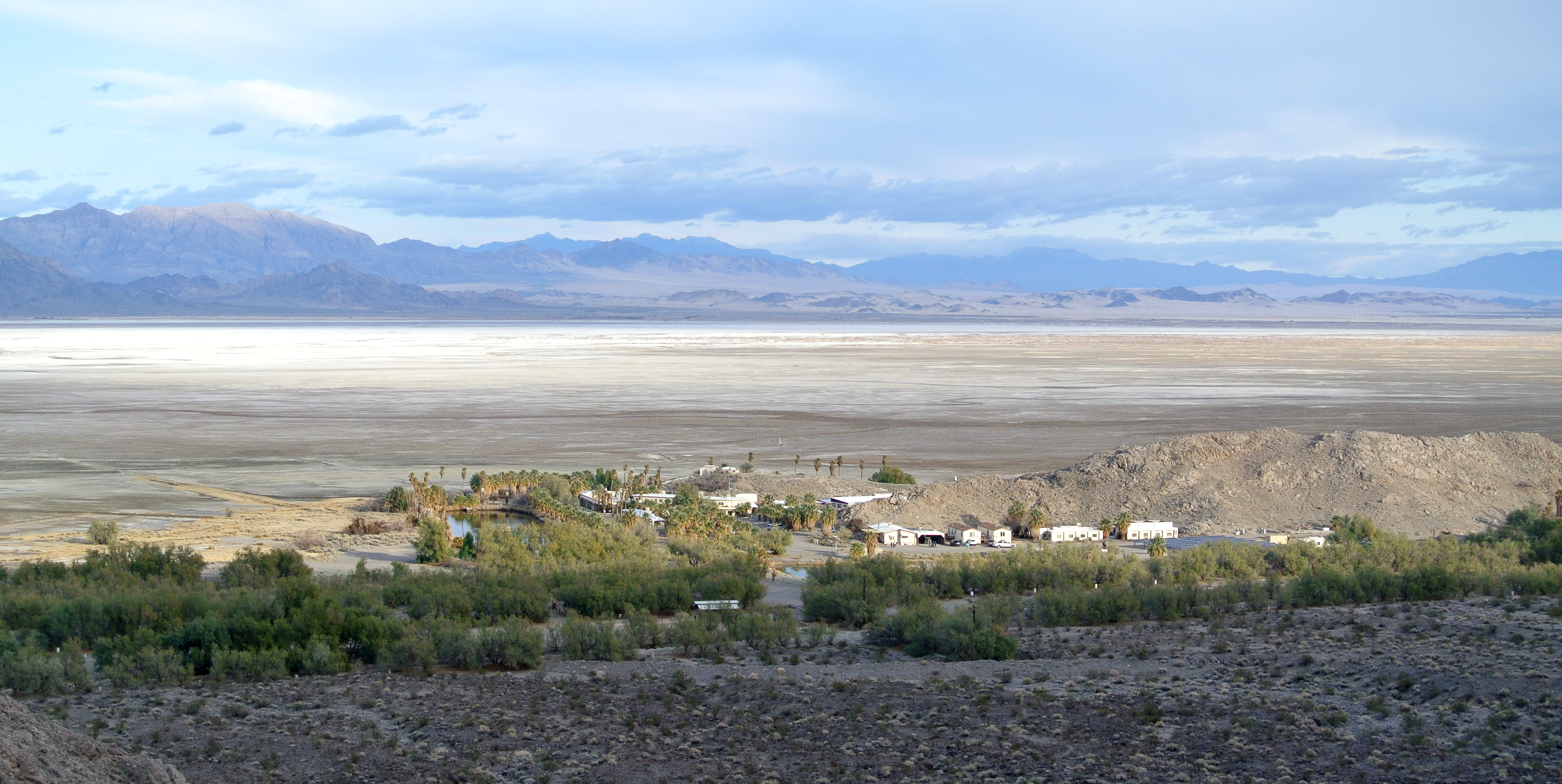
El lago Soda, donde acaba desapareciendo el río Mojave

La fuente del río está en las montañas San Bernardino, una de las cordilleras Transverse, sobre el área de Hesperia-San Bernardino. El ramal Oeste del Mojave (West Fork of the Mojave) desemboca en el lago Silverwood, formado por la presa de Cedar Springs, construida en 1971, que se desborda en la zona de la Reserva Río Mojave Forks (Mojave River Forks Reserve). En algunas ocasiones, el lago libera agua en el río.[cita requerida] Aguas abajo, el arroyo Deep se encuentra con el ramal Oeste, dando lugar al nacimiento oficial del río Mojave inmediatamente aguas arriba de la presa de Mojave Forks, construida entre 1967-1974 para el control de inundaciones. Aguas abajo de la presa, el río Mojave fluye hacia el norte y el este, bajo tierra en la mayoría de los lugares, a través del área metropolitana de Hesperia (90 173 hab. en 2011), Victorville (120 336 hab.) y Apple Valley (69 135 hab.). Luego sigue hacia el norte, virando hacia el noreste hasta alcanzar la ciudad de Barstow (22 639 hab.).
Cerca de su término, el río Mojave fluye en un gran delta de interior llamado «Mojave River Wash», en el borde occidental de la reserva nacional Mojave (Mojave National Preserve), designada en 1994 y que protege una zona de 6224,13 km². En los escasos momentos en que el río llega con un gran caudal, puede alcanzar el seco lago Soda, cerca de Baker (735 hab.), en el extremo norte de la Wash, y ha llegado en tiempos históricos incluso hasta el lago Silver, más al norte. Por ejemplo, durante el invierno inusualmente húmedo de 2004-2005, el río Mojave fluyó en superficie hasta llegar al lago Silver y llenó tanto el lago Soda como el Silver con una profundidad de varios pies.
El agua del río discurre en su mayoría por debajo de la tierra. El canal en la superficie se mantiene seco la mayor parte del tiempo, pero son posibles momentos de inundaciones extremas. Por ejemplo, durante una temporada especialmente fuerte de El Niño, las lluvias del 22 de febrero de 1993 en el desierto de Mojave causaron que el río Mojave se desbordase superando los puentes, siendo el más dañado el de la carretera Bear Valley, que separa Victorville y Apple Valley. El agua sale a la superficie solamente en áreas en que discurre sobre rocas impermeables, como en los estrechos superior e inferior cerca de Victorville y en la zona del cañón Afton, al noreste de Barstow.

## Área natural del cañón Afton

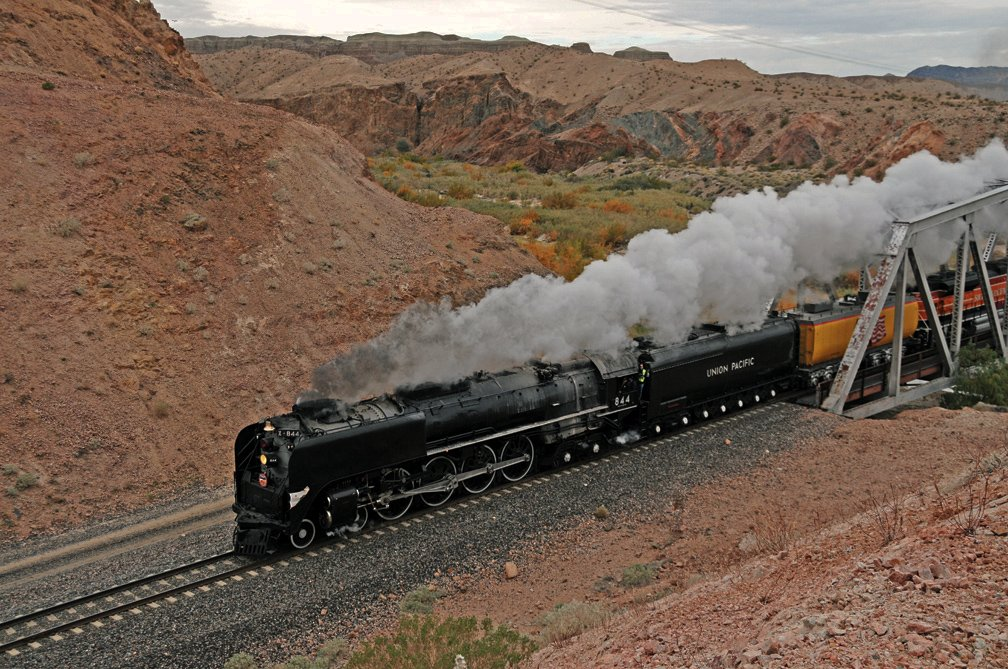
Union Pacific 844 tira de un tren de vapor turístico cruzando el cañón Afton Canyon (2011)..

El área natural del cañón Afton (Canyon Área Natural Afton), gestionada por la Bureau of Land Management, se encuentra a unos 60 km al noreste de Barstow a lo largo de la Interstate 15, entre las salidas de Afton Road y Basin Road. El cañón Afton ha sido designado como un «área de preocupación ambiental crítica» (Area of Critical Environmental Concern) para proteger la vida silvestre ys plantas del hábitat, y para preservar los valores paisajísticos del área ribereña del río Mojave dentro del cañón. El cumplimiento de los límites a la Rasor Off-Highway Vehicle Area ha comenzado a reducir los pesados vehículos todo terreno utilizados y los daños que se produjeron en el lecho del río y el cañón. Hay proyectos de restauración en curso, y ya han cambiado el estatus de "condiciones de funcionamientocorrecto" desde un "no-funcionamiento" a un "funcionamiento en riesgo". Los objetivos del ambicioso proyecto de restauración son el control de plantas exóticas, en particular de las freatofitas Saltcedar - Tamarix (principalmente Tamarix ramosissima y T. parviflora), y la restauración de los "elementos estructurales" en estado crítico de la comunidad de plantas nativas de California en el desierto para recuperar la flora y fauna del hábitat.